# Nikon D3s
La Nikon D3s è una fotocamera da 12,1 megapixel professionale reflex full frame (35 mm) annunciata da Nikon il 14 ottobre 2009. La Nikon D3s è la quarta fotocamera Nikon con sensore in formato full frame, le precedenti sono state: D3, D700 e la D3x. Si tratta inoltre della prima fotocamera full frame in casa Nikon ad offrire anche la registrazione video in HD ready 720p@24fps (circa un anno dopo Canon EOS 5D mk II, 17/09/2008, 1080p@30fps). Il sensore mantiene lo stesso numero di pixel del predecessore, ma è stato interamente riprogettato fino ad offrire la capacità di scattare foto fino ad ISO 102400. Sono stati apportati inoltre vari miglioramenti rispetto alla D3.